# Jordanus von Osnabrück
Jordanus von Osnabrück (* vor 1237; † 15. April nach 1283) war ein Kleriker und Autor.

## Leben
Zwischen 1251 und 1283 ist er als Kanoniker am Domkapitel von St. Peter in Osnabrück beurkundet. Als Scholaster wurde er in den Jahren 1254 und 1255 bezeichnet, und 1258 sowie 1259 als Dekan. Ab 1268 wird er Magister genannt.
1281 verfasste Jordanus von Osnabrück eine Schrift mit dem Titel Super Romano imperio, die von Alexander von Roes in seinem Memoriale aufgenommen wurde, wodurch sie über den 1318 verstorbenen Kardinal Giacomo Colonna an den Papst gelangte. Von dort aus verbreiteten sich zahlreiche handschriftliche Ausgaben der Schrift in europäische Bibliotheken. Petrus de Andlo übernahm später aus ihr Textstellen für sein Werk De imperio germano. 
Weitere Schriften in lateinischer Sprache, die Jordan früher zugeschrieben wurden, stammen nach heutigem Kenntnisstand von Roes.

## Namensverwechselungen
Ein „Magister Iordanus“ schrieb ein Traktat über die Entstehung des Klosters Bosau, womit mutmaßlich Jordan von Quedlinburg gemeint ist.
Jordanus von Osnabrück war außerdem Zeitgenosse des Jordanus Nemorarius und des Jordan von Sachsen, sodass es in späteren Jahrhunderten gelegentlich zu Namensverwechslungen kam.